# Lucile Randon
Lucile Randon (n. 11 februarie 1904, Alais, Languedoc-Roussillon, Franța – d. 17 ianuarie 2023, Toulon, Franța) a fost o supercentenară franceză. S-a născut pe 11 februarie 1904 și a devenit cea mai în vârstă persoană din lume după moartea lui Kane Tanaka.